# Rafael Romero Barros
Rafael Romero Barros (Moguer, 30 de mayo de 1832-Córdoba, 2 de diciembre de 1895) fue un pintor, historiador del arte, arqueólogo, museólogo y literato español. Su obra es costumbrista y romántica. Fue padre y profesor del también pintor Julio Romero de Torres.

## Biografía

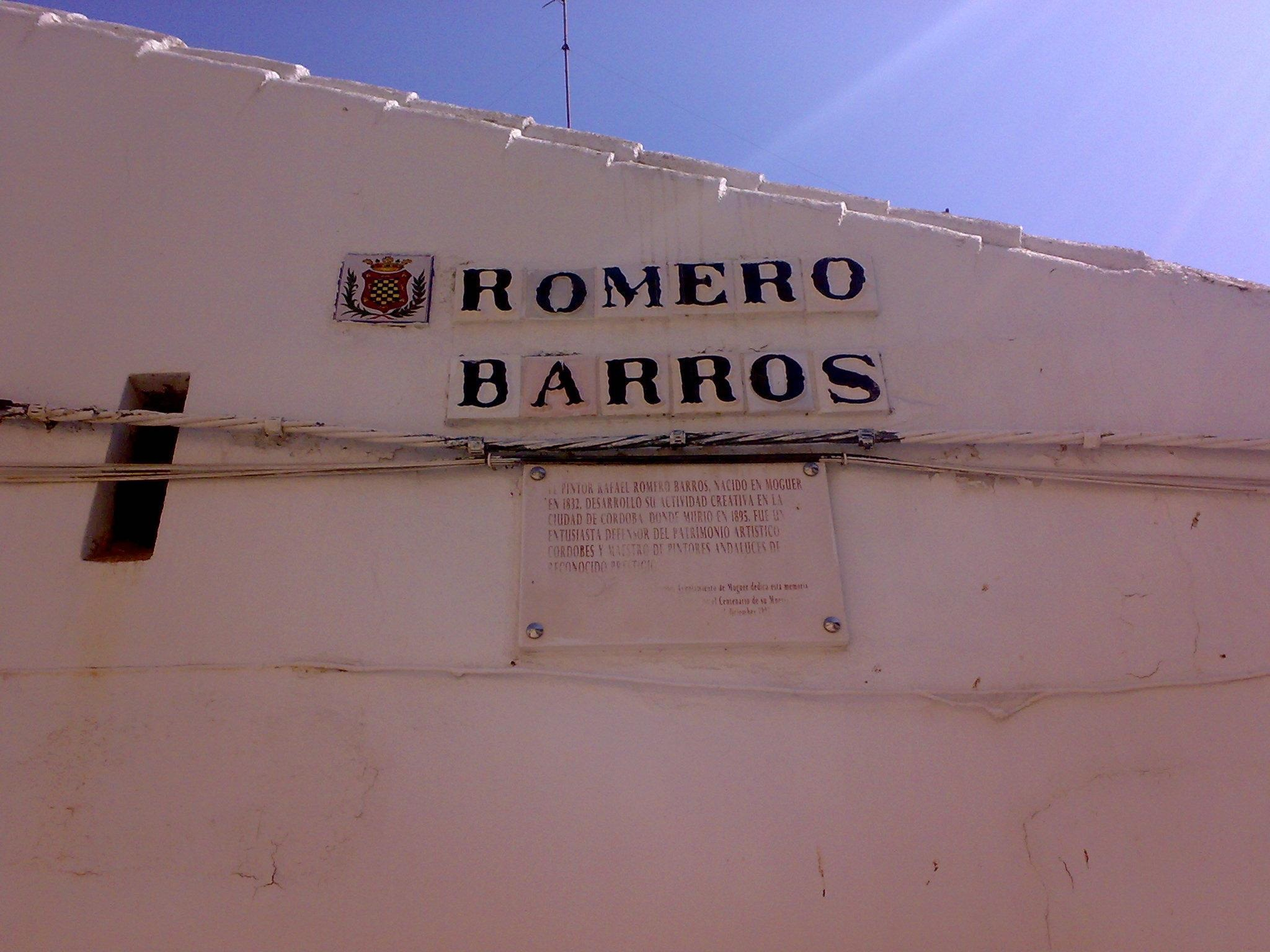
En 1906 la calle Jilascura fue renombrada como Romero Barros, por estar ahí la casa donde vivió.

Nació el 30 de mayo de 1832 en la casa paterna de la calle Jilascura de Moguer. Su padre fue Rafael Romero, nacido en Pozoblanco, y su madre Antonia Barros, nacida en Córdoba. Se asentaron en Moguer por motivos laborales de su padre. Eran una familia humilde. El 31 de mayo fue bautizado en la iglesia de Nuestra Señora de la Granada como Rafael Fernando Antonio de la Santísima Trinidad. Con tan solo tres meses, sus padres se trasladaron a Sevilla por razones laborales.

### Formación
A los doce años cursó sus estudios en la Universidad Literaria de Sevilla, sita en la calle Laraña, estudiando Latinidad y Filosofía entre los años 1844 y 1847.
Las clases de Retórica y Poética le fueron impartidas por Francisco Rodríguez Zapata, que también fue profesor de Gustavo Adolfo Bécquer. Las clases de Historia Natural le fueron impartidas por el médico y catedrático Antonio Machado Núñez, abuelo de los poetas Manuel y Antonio Machado. Fernando Sánchez de Castro fue su profesor de Física y Química.
Por aquel entonces empezó a estudiar la técnica de la pintura en el estudio del conocido paisajista Manuel Barrón y Carrillo y en la Academia de Bellas Artes de Sevilla. En las clases de pintura fue compañero de Valeriano Domínguez Bécquer. En esta época era habitual la pintura costumbrista. Durante su aprendizaje copió a muchos artistas barrocos y contemporáneos.

### Matrimonio
En 1856 contrajo matrimonio con María del Rosario Torres Delgado en la iglesia del Sagrario de la catedral. Fruto de este matrimonio tuvo sus ocho hijos: Eduardo (1859-1905), empleado en un banco; Rafael (1865-1898), pintor y dibujante; Carlos (1867-¿1891?), escultor que emigró en 1889 a Buenos Aires; Rosario, Enrique (1872-1956), pintor y académico del arte; Fernando (1873-1941), dedicado al mundo de las finanzas; Julio (1874-1930), pintor simbolista; y Ángela (1880-1975), que continuó la labor de su hermano Enrique.

### Museo Provincial de Pinturas de Córdoba

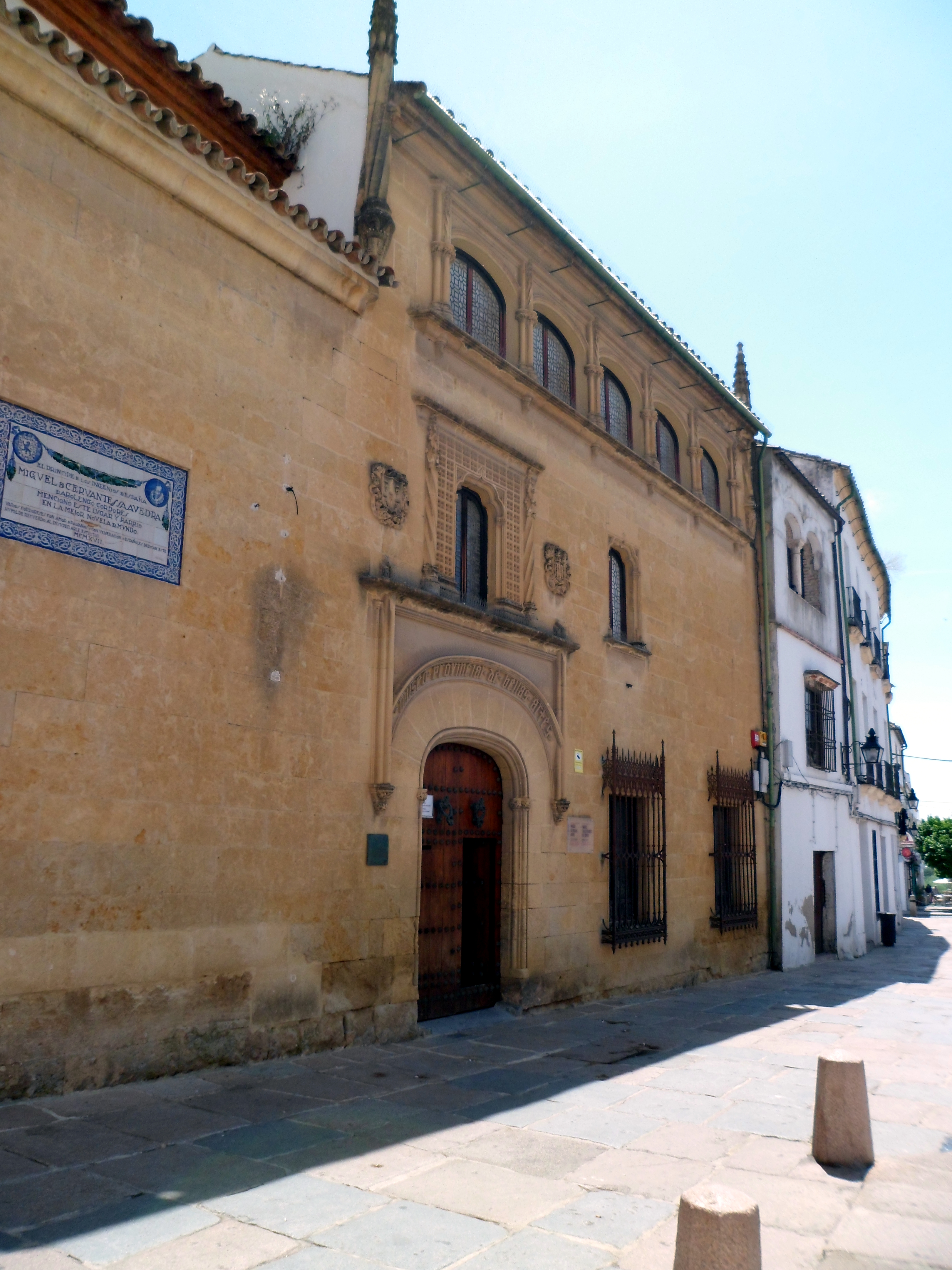
Museo de Bellas Artes de Córdoba

El 30 de mayo de 1862, a la edad de treinta años, el secretario general del ministerio de Instrucción Pública, Pedro Sabau Larroya, lo nombró conservador del Museo Provincial de Pinturas de Córdoba (actual Museo de Bellas Artes de Córdoba). Este museo, en realidad, tenía piezas arqueológicas, escultóricas y cuadros. Muchas de estas obras eran de arte sacro, conseguidas tras la desamortización de Mendizábal entre 1836 y 1838. Este museo comenzó a funcionar en 1854 bajo la dirección de Diego Monroy Aguilera. Como conservador, Romero Barros restauró y limpió obras de muchos autores.

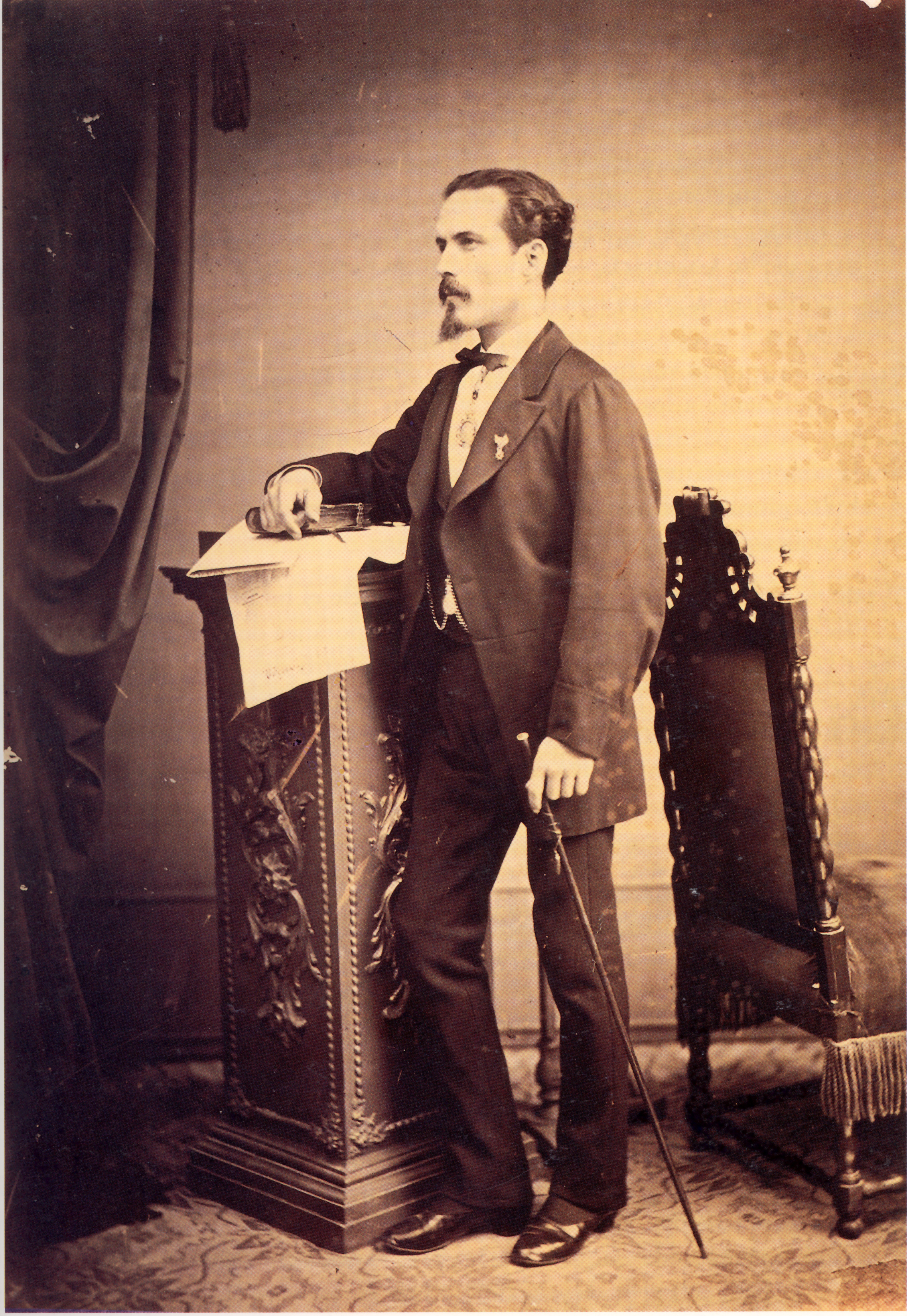
Rafael Romero Barros, durante su estancia en Córdoba. C. 1865

En 1865 Rafael J. de Lara y Pineda, vicepresidente de la Diputación Provincial, fundó la Escuela de Bellas Artes de Córdoba. Romero Barros impartía clases de Dibujo y Figura. En 1867 el Estado creó por Real Decreto el Museo Arqueológico de Córdoba, que fue configurado por Romero Barros siguiendo el modelo del Museo Arqueológico Nacional de Madrid. En 1870 Romero Barros fue nombrado director de la Escuela de Bellas Artes. En 1871 fue nombrado conservador interino del Museo Arqueológico y en 1881 fue nombrado conservador del mismo.
En 1865 fue nombrado miembro de la Sociedad Económica de Córdoba y en 1868 fue elegido como correspondiente de la Real Academia de San Fernando.
Alfonso XII adquirió una obra suya de la huerta de Morales. En 1875 fue a Madrid para pintar un retrato del monarca. En 1877 intervino en la realización de una exposición de paisajes y cuadros costumbristas organizada por la Sociedad Económica cordobesa a la que asistió el rey Alfonso. Este quedó satisfecho por el museo y por la exposición y nombró a Romero pintor honorario de cámara.
En 1870 fue nombrado secretario de la Comisión Local de Monumentos de Córdoba. Centró su atención en la restauración y conservación de la Mezquita-Catedral (declarada Monumento Nacional en 1882) y de la Sinagoga (declarada Monumento Nacional en 1885).
En 1874 el pintor belga Carlos de Haes visitó Córdoba. Es posible que se encontrase con Romero, ya que la influencia de Haes en la obra de Romero parece darse en algunos cuadros de paisajes posteriores.
Fue maestro de arte de sus hijos Rafael, Enrique y Julio. También fue maestro de Mateo Inurria, Hidalgo de Caviedes, Manuel Villegas Brieva, Tomás Muñoz Lucena, Juan Montis y José Serrano Pérez.
Tras su muerte el Ayuntamiento de Córdoba rotuló con su nombre la calle Sillería y, en 1906, el Ayuntamiento de Moguer hizo lo mismo con la calle Jilascura. Su cuerpo descansa en el cementerio de San Rafael de Córdoba.

## Obra escrita
Escribió relatos de ficción de ambiente histórico como: Un recuerdo del siglo XVII (1879) publicado por el Diario de Córdoba y por la revista La Integridad de la Patria; o Zaida, leyenda árabe (1890) publicado por el Diario de Córdoba.
Francisco María Tubino, propietario del diario sevillano La Andalucía, y los dos Amador de los Ríos (padre e hijo) fomentaron el interés de Romero por la crítica de arte y la arqueología. El 4 de febrero de 1872 pronunció en la Academia de Córdoba un discurso titulado Consideraciones generales sobre el objeto e importancia de la arqueología, que fue publicado por el Diario de Córdoba el 2 de marzo. El 10 de mayo de 1875 leyó en la Academia de Córdoba un discurso titulado Consideraciones generales sobre el arte: Velázquez y Murillo. En 1878 escribió, también sobre pintura, el artículo Consideraciones generales sobre la Belleza. Sobre arqueología escribió artículos sobre la lápida aparecida en Santaella, sobre dos pavimentos de mosaico encontrados en Bovadilla, las lápidas cordobesas de La Albayda y la calle de Los Manueles, la epigrafía de los capiteles árabes de la casa del Barón de San Calixto, sus planteamientos acerca de la Munda romana, etc.

## Cuadros

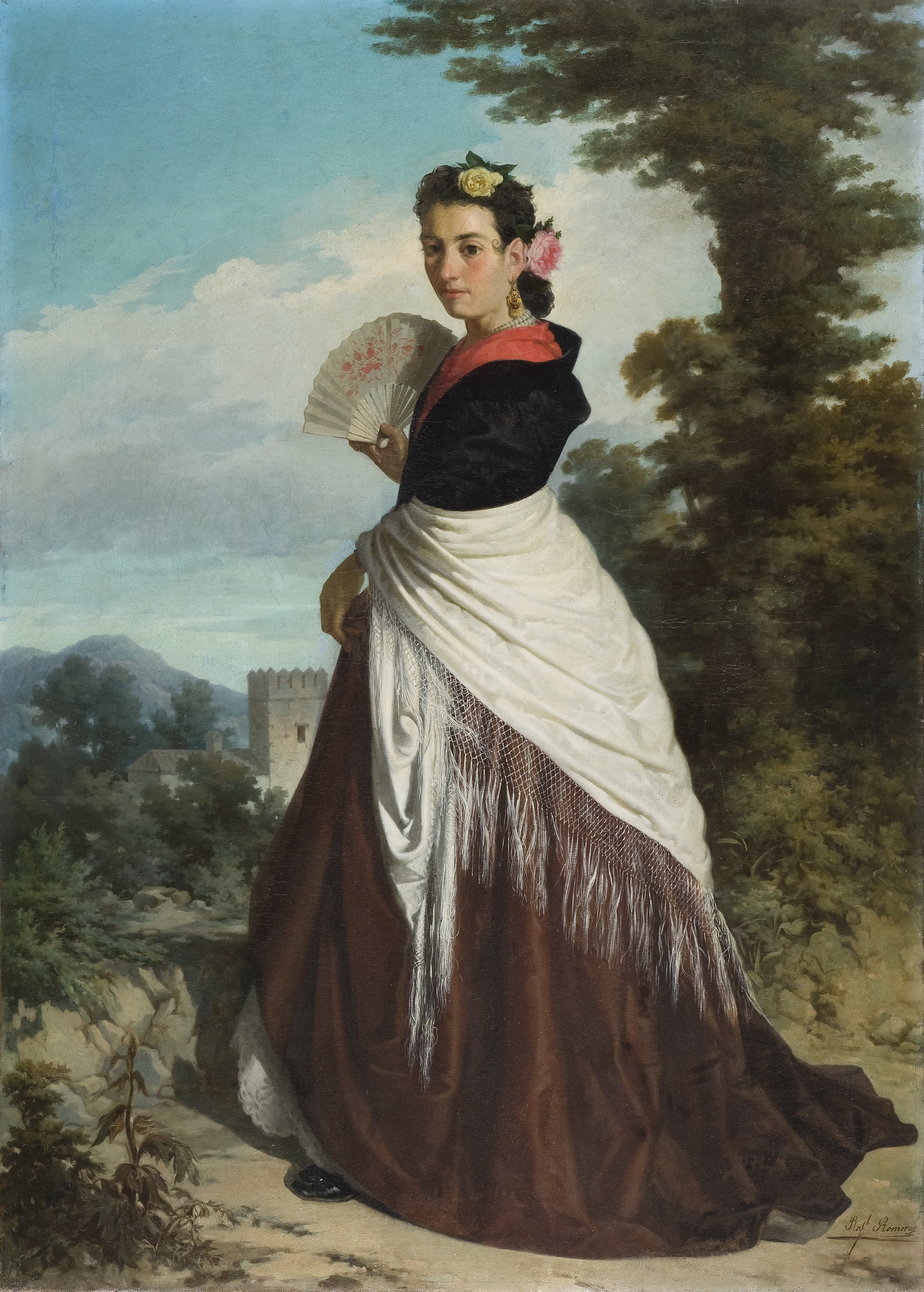
Maja. 1865-1870. Museo de Bellas Artes de Córdoba.

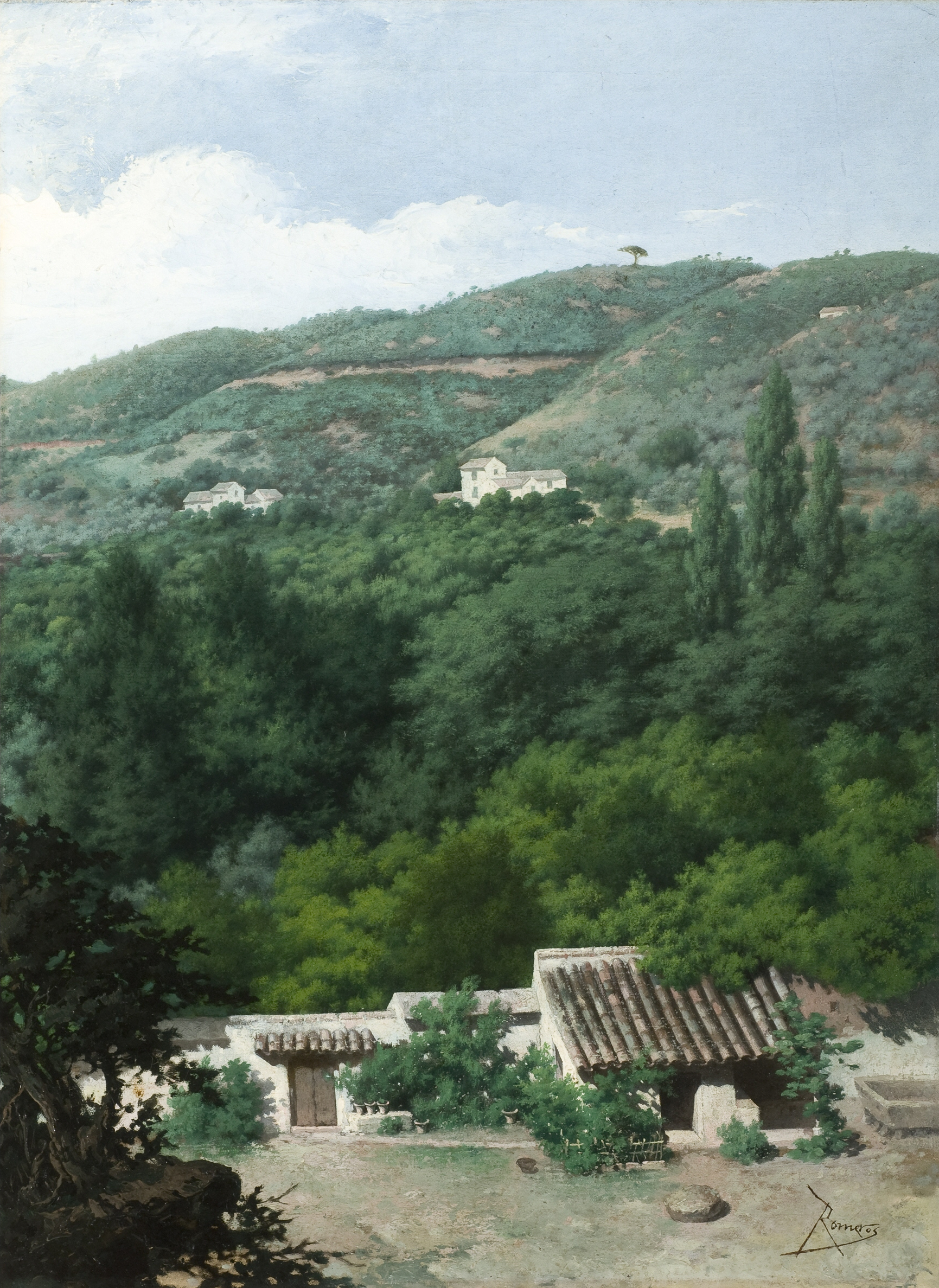
Huerta de Morales en la sierra. C. 1875. Museo de Bellas Artes de Córdoba.

### Etapa sevillana
Sus obras de la etapa sevillana muestran una gran adaptación a diferentes estilos y tendencias artísticas. En esta etapa también está muy influenciado por las enseñanzas artísticas y académicas de su maestro Balbino Marrón. Esta destreza le permitió adquirir un estilo personal en Córdoba.
- 1854. Vista de Sevilla desde la Punta del Verde. Colección particular. Sevilla.[19]
- 1854. Vista de Sevilla desde el Puente de Triana. Colección particular. Sevilla.[20]
- 1855-1860. Vista de Sevilla desde la Punta del Verde. ¿Colección particular?. Sevilla.[21]
- 1855-1860. Vista de Sevilla desde la Punta del Verde. Córdoba. Colección particular.[22]
- 1857. Paisaje con tipo andaluz y aparición de la Virgen. Málaga. Colección particular.[23]
- 1857-1872. Paisaje con escena de ganado a orillas del río. Málaga. Colección particular.[24]
- 1857. Paisaje con pastores. Museo de Bellas Artes de Córdoba.[25]
- 1861. Paisaje con bueyes. Madrid. Museo Romántico.[26]
- 1861. Paisaje con noria. Madrid. Museo Romántico.[27]
- C. 1860. Paisaje nocturno o Claro de luna. Museo de Bellas Artes de Córdoba.[28]
- 1861. El baño. Museo de Bellas Artes de Córdoba.[29]
- 1861. Bodegón con ramo de naranjas. Museo de Bellas Artes de Murcia.[30]
- 1860-1862. Bodegón con granadas. Museo de Bellas Artes de Córdoba.[31]
- 1860-1862. Bodegón con uvas. Museo de Bellas Artes de Córdoba.[32]
- C. 1860. La reyerta o Riña de gitanos. Museo de Bellas Artes de Córdoba.[33]
- C. 1860. Músicos callejeros. Museo de Bellas Artes de Córdoba.[34]
- 1860. Escena en el interior de la cantina o El militar carlista.  Museo de Bellas Artes de Córdoba.[35]
- 1861. Niñas bañándose. Museo de Bellas Artes de Córdoba.[36]
- 1862. La Feria de Sevilla.  Sevilla. Colección particular.[37]

También pintó el cuadro La Cruz del Campo, en fecha desconocida, y que se encuentra desaparecido.

### Etapa cordobesa
En 1862 se trasladó a Córdoba. Empezó a adquirir un estilo propio a finales de la década de 1860. Empieza a pintar con gran realismo y descriptivismo, dejando de lado los paisajes idealizados y románticos de campos y ciudades. Sus primeras pinturas cordobesas dan testimonio de esa transición hacia este nuevo modo de trabajar. Se han señalado ciertos paralelismos con el pintor catalán Ramón Tusquets.
- C. 1862. Paisaje de luna. Museo de Bellas Artes de Córdoba.[41]
- 1863. Serie del Nacimiento. Málaga. Colección particular.
  - El Nacimiento y la Adoración al Niño.[42]
  - La Anunciación de los pastores.[43]
  - El regocijo de los pastores al recibir la Buena Nueva.[44]
  - Mujeres en el pozo.[45]
  - La Matanza de los Inocentes.[46]
- 1863. Bodegón de naranjas. Museo de Bellas Artes de Córdoba.[47]
- Década de 1860. Retrato de dama junto a pedestal. Colección particular.[48]
- Década de 1860. Las siguientes pinturas fueron realizadas en la parte interior de tres conchas. Estas obras están desaparecidas.[49]
  - Paisaje con ruinas.[49]
  - Paisaje con pastores y ganado.[49]
  - Paisaje con árboles.[49]
- 1864. El conde Cañete de las Torres o Caballero con uniforme de maestrante. Museo de Bellas Artes de Córdoba.[50]
- 1865-1870. Maja. Museo de Bellas Artes de Córdoba.[51]
- 1868. Camino de Santo Domingo de Scala Coeli. Museo de Bellas Artes de Córdoba.[52]
- 1872. La cruz de fray Luis de Granada. Museo de Bellas Artes de Córdoba.[53]
- 1874. Mendigas. Sevilla. Colección particular.[54]
- 1874. Retrato de José Sánchez Peña. Museo de Bellas Artes de Córdoba.[55]
- 1875. Retrato de doña Serapia Muñoz. Museo de Bellas Artes de Córdoba.[56]
- 1875. Estudio del pintor. Sevilla. Colección particular.[57]
- 1875. Rosario Romero de Torres niña. Museo de Bellas Artes de Córdoba.[58]
- C. 1875. Retrato de doña Rosalía Paul Erné. Museo de Bellas Artes de Sevilla.[59]
- C. 1875. Huerta de Morales en la sierra. Museo de Bellas Artes de Córdoba.[13][60]
- 1875. Estanque en la huerta de Morales. Museo de Bellas Artes de Córdoba.[61]
- 1875-1876. Carlos Romero de Torres niño. Museo de Bellas Artes de Córdoba.[62]
- 1876-1877. Niños jugando a las cartas. Museo de Bellas Artes de Córdoba.[63]
- 1877. Retrato de María de las Mercedes. Museo de Bellas Artes de Sevilla.[64]
- 1878. En la cuadra. Museo de Bellas Artes de Córdoba.[65]
- 1878. Mora en su jardín o Un recuerdo de África. Museo de Bellas Artes de Córdoba.[66]
- ¿1874-1880?. Julio Romero de Torres niño. Museo de Bellas Artes de Córdoba.[67]
- C. 1879. Rincón de la huerta de San Antonio. Museo de Bellas Artes de Córdoba.[68]
- 1879. Día de campo. Museo de Bellas Artes de Córdoba.[69]
- 1880-1885. Orillas del Guadalquivir. Museo de Bellas Artes de Córdoba.[70]
- 1884. Domingo en Córdoba a orillas del Guadalquivir. Museo de Bellas Artes de Córdoba.[71]
- 1885. Orillas del Guadalquivir. Museo de Bellas Artes de Córdoba.[72]
- 1887-1889. Acueducto árabe. Museo de Bellas Artes de Córdoba.[73]
- 1888. Subida a La Alhambra. Museo de Bellas Artes de Córdoba.[74]
- 1888.  Subida a La Alhambra. Museo de Bellas Artes de Córdoba.[75]
- 1888. El Genil por Granada. Museo de Bellas Artes de Córdoba.[76]
- C. 1890. Crepúsculo. Museo de Bellas Artes de Córdoba.[77]
- 1890. Crepúsculo. Museo de Bellas Artes de Córdoba.[78]
- 1895. Niño con escopeta. Sevilla. Colección particular.[79]
- 1895. Naranja abierta y azahar. Museo de Bellas Artes de Córdoba.[80]
- Fecha desconocida. Paisaje de las inmediaciones de La Arruzafa. Museo de Bellas Artes de Córdoba.[81]
- Fecha desconocida. Caserío de La Arruzafa. Museo de Bellas Artes de Córdoba.[82]
- Fecha desconocida. Paisaje del arroyo Pedroche. Museo de Bellas Artes de Córdoba.[83]
- Fecha desconocida. Puente sobre el Guadalquivir. Museo de Bellas Artes de Córdoba.[84]
- Fecha desconocida. Rincón del antiguo hospital de la Caridad. Museo de Bellas Artes de Córdoba.[85]